# Faraos härar hann upp oss vid stranden
Faraos härar hann upp oss vid stranden är en psalmtext som är översatt och bearbetat 1980 till svenska av Olle Nivenius. Texten är från början skriven 1979 av Børre Knudsen.
Musiken är från Ansbach år 1664.

## Publicerad i
- Den svenska psalmboken 1986 som nr 618 med titelraden Faraos härar hann upp oss vid stranden under rubriken "Pilgrimsvandringen"